# Lorenzo Casanova

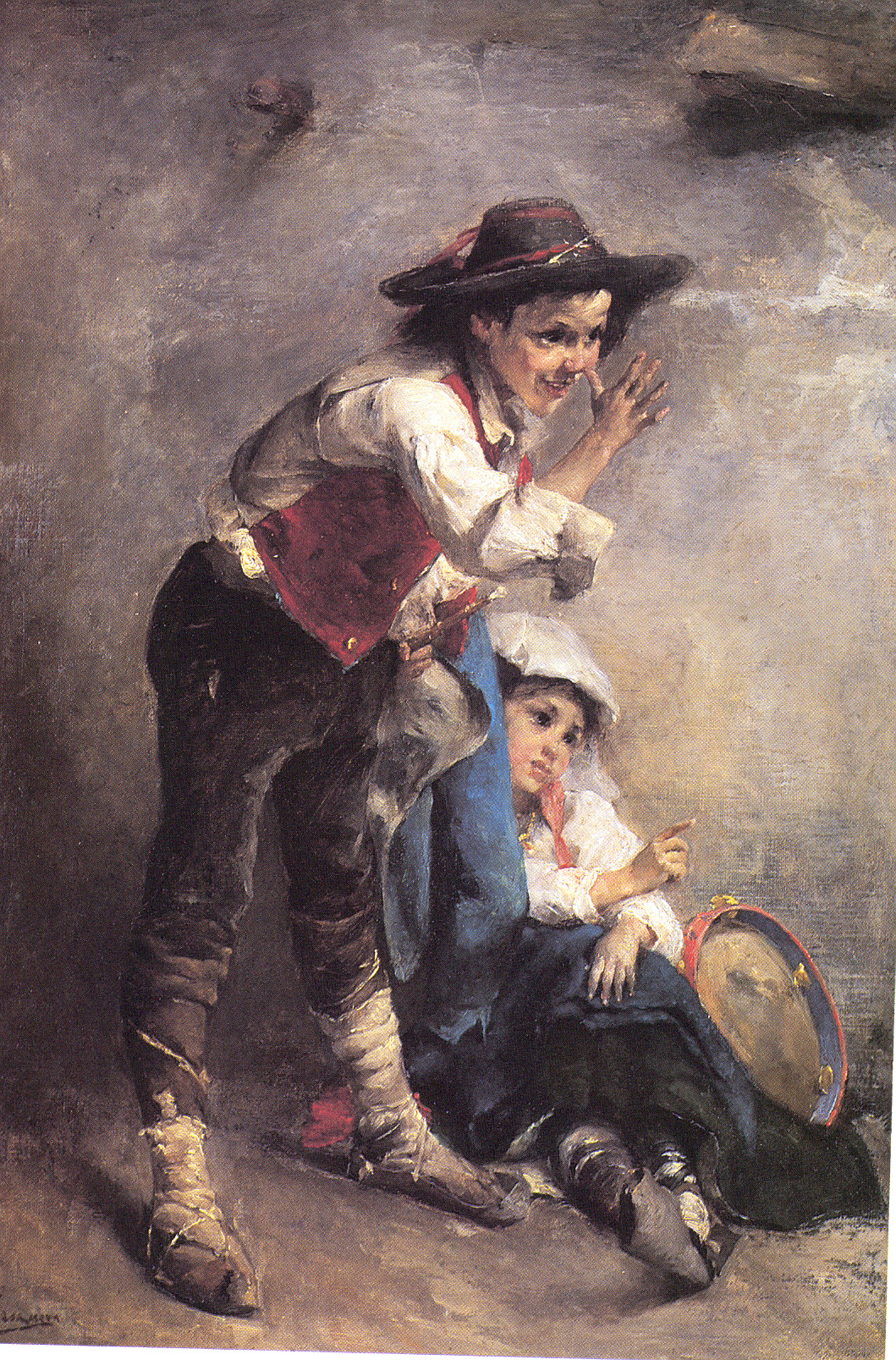
Joc de copil

Lorenzo Casanova Ruiz (n. 14 martie 1844, Alcoy⁠(d), Comunitatea Valenciană, Spania – d. 23 martie 1900, Alicante, Spania) a fost un pictor costumbrist spaniol (în mare parte de scene istorice) și profesor de artă.

## Biografie
Tatăl lui era măcelar. Și-a început studiile la Real Academia de Bellas Artes de San Carlos de Valencia. Familia sa avea puține resurse financiare, dar a putut obține o bursă de la „Diputación Provincial de Alicante” și s-a înscris la Real Academia de Bellas Artes de San Fernando din Madrid, unde a studiat cu Federico de Madrazo.
În 1873, a primit o altă bursă și a plecat în Italia, unde a frecventat Accademia Chigiana și a trimis acasă picturi pentru a fi expuse la Expoziția Națională de Arte Plastice. După ce i-a expirat bursa, a mai rămas acolo încă doi ani, întreținându-se din pictură.
Când tatăl său a murit în 1879, s-a întors la Alicante și a devenit profesor. În cele din urmă, și-a deschis propria „Academia de Casanova”. Mulți pictori cunoscuți au fost studenți acolo, inclusiv Lorenzo Aguirre, Andrés Buforn, Fernando Cabrera Cantó⁠(d), Lorenzo Pericás⁠(d) și Emilio Varela Isabel. De asemenea, a fost director al Școlii de Arte Frumoase din localitate. În 1894 a organizat o expoziție de artă regională unde a fost și jurat. 
A fost numit Cavaler în Ordinul Isabelei Catolica și a fost membru alma mater, Academia San Fernando. A fost căsătorit cu María Teresa Miró Moltó, al cărei nepot era poetul Gabriel Miró.